# Auf stiller Fahrt
Auf "STILL"er Fahrt – Die Konzertreise ist das fünfte Live- und Videoalbum der Südtiroler Deutschrock-Band Frei.Wild. Es erschien am 28. März 2014 über das Label Rookies & Kings als Box-Set mit DVD und CD. Am gleichen Tag wurde auch das Live-Album Live in Frankfurt: Unfassbar, unvergleichbar, unvergesslich von Frei.Wild veröffentlicht.

## Inhalt
Das Album enthält Videomitschnitte von Auftritten der Band bei ihrer Tour zum Akustik-Album Still im Herbst und Winter 2013 in Berlin, Oberhausen, Köln, Hannover, Kempten, Mannheim, München, Wien, Freiberg, Alt-Tröglitz, Obertraubling und Natz.

## Covergestaltung
Das Albumcover zeigt ein schwarzes Skelett, das einen zerbrochenen Gitarrenhals in den Händen hält und einen Hut trägt. Drumherum verläuft ein Kreis, in dem zweimal der schwarze Schriftzug Still – Akustisch 2013 steht. Das Frei.Wild-Logo in Schwarz befindet sich rechts oben im Bild. Am unteren Bildrand stehen die schwarzen Schriftzüge Auf "STILL"er Fahrt und Die Konzertreise. Der Hintergrund ist in Grau-Weiß gehalten.

## Titelliste
| CD 1 1. Intro – 1:26 2. Für immer Anker und Flügel – 3:20 3. Allein nach vorne – 5:12 4. Verdammte Welt – 4:37 5. Irgendwer steht dir zur Seite – 5:08 6. Eines Tages – 5:51 7. Niemand – 4:58 8. Das Land der Vollidioten – 5:50 9. Mehr als 1000 Worte – 5:37 10. Was du liebst, lass frei – 5:33 11. Zieh mit den Göttern – 4:32 DVD 1 1. Doku – Brixen erste Probe 2. Für immer Anker und Flügel (live) 3. Doku – Berlin Tourauftakt 4. Allein nach vorne (live) 5. Verdammte Welt (live) 6. Doku – Berlin After Show 7. Doku – Erster Tourblock 8. Irgendwer steht dir zur Seite (live) 9. Eines Tages (live) 10. Niemand (live) 11. Doku – Erster Tourblock – After Show 12. Doku – Hannover Teil 1 13. Das Land der Vollidioten (live) 14. Doku – Hannover Teil 2 15. Zeig große Eier und ihnen den Arsch (live) 16. Doku – Zweiter Tourblock Teil 1 17. Mehr als 1000 Worte (live) 18. Was du liebst, lass frei (live) 19. Doku – Zweiter Tourblock Teil 2 20. Zieh mit den Göttern (live) | CD 2 1. Die Zeit vergeht – 5:31 2. Schenkt uns Dummheit, kein Niveau – 5:17 3. Lügen und nette Märchen – 4:46 4. Es gibt nicht nur den einen Weg – 4:47 5. Südtirol – 5:18 6. Zeig große Eier und ihnen den Arsch – 5:39 7. Kick Ass vs. Arschtritt – 7:11 8. Weiter immer weiter – 4:11 9. Unendliches Leben – 6:31 10. Immer höher hinaus – 15:52 11. Medley – 6:36 12. Outro – 1:38 DVD 2 1. Die Zeit vergeht (live) 2. Doku – Zweiter Toublock – After Show 3. Doku – München 4. Schenkt uns Dummheit, kein Niveau (live) 5. Lügen und nette Märchen (live) 6. Es gibt nicht nur den einen Weg (live) 7. Doku – Letzter Tourblock 8. Kick Ass vs. Arschtritt (live) 9. Südtirol (live) 10. Doku – Natz 11. Weiter immer weiter (live) 12. Unendliches Leben (live) 13. Immer höher hinaus (live) 14. Medley (live) 15. Doku – Natz – After Show 16. Outtakes |

## Chartplatzierungen
Das Album stieg in der 16. Kalenderwoche des Jahres 2014 auf Platz fünf in die deutschen Charts ein und hielt sich drei Wochen in den Top 100. Durch den Charteinstieg auf Position 5 und dem gleichzeitigen Charteinstieg von Live in Frankfurt: Unfassbar, unvergleichbar, unvergesslich auf Rang 2, gelang Frei.Wild als dritter Band der Chartgeschichte, nach Guns N’ Roses und Fettes Brot, ein doppelter Charteinstieg in den deutschen Album-Top-Ten innerhalb der ersten Verkaufswoche.